# Algorytm faktoryzacji rho Pollarda
Algorytm faktoryzacji Rho Pollarda – algorytm rozkładu liczb na czynniki pierwsze, opracowany przez Johna Pollarda w 1975 roku. Jest szczególnie efektywny przy rozkładaniu liczb mających niewielkie dzielniki. Dla liczb będących iloczynem dwóch liczb pierwszych tej samej długości, jego złożoność jest rzędu {\displaystyle \mathrm {O} (n^{1/4}\,\operatorname {polylog} (n))}.
Algorytm ten stał się sławny, gdy użyto go do faktoryzacji ósmej liczby Fermata. Pełna faktoryzacja F8 zajęła 2 godziny pracy komputera UNIVAC 1110.

## Idea
Algorytm wykorzystuje paradoks dnia urodzin, mówiący, że aby znaleźć z prawdopodobieństwem większym niż ½ dwie liczby {\displaystyle x} i {\displaystyle y} przystające modulo {\displaystyle p,} wystarczy wylosować mniej więcej {\displaystyle 1{,}177{\sqrt {p}}} liczb. Jeśli {\displaystyle p} jest szukanym dzielnikiem {\displaystyle n,} to {\displaystyle \operatorname {NWD} \left(|x-y|,n\right)>1}, gdyż zarówno {\displaystyle n,} jak i {\displaystyle \left|x-y\right|} dzielą się przez {\displaystyle p.} Wystarczy zatem losować kolejne liczby i sprawdzać, czy któraś różnica ma nietrywialne wspólne dzielniki z {\displaystyle n.}
Zamiast zapamiętywać wszystkie wylosowane liczby i sprawdzać każdą parę, algorytm wykorzystuje metodę znajdowania cyklu funkcji. Jakaś pseudolosowa funkcja modulo {\displaystyle n} jest wybierana jako generator dla dwóch sekwencji. Jedna sekwencja wykonuje dwie iteracje, w czasie gdy druga wykonuje jedną. Niech {\displaystyle x} oznacza aktualną wartość w pierwszej sekwencji, a {\displaystyle y} w drugiej. W każdym kroku wyliczany jest {\displaystyle \operatorname {NWD} (|x-y|,n).} Jeśli wynik jest w którymś momencie równy {\displaystyle n,} algorytm kończy się błędem, gdyż wtedy {\displaystyle x=y} i dalsze działanie będzie już tylko powtarzaniem dotychczasowych obliczeń. Jeśli w którymkolwiek momencie wynik jest większy od 1 i mniejszy od {\displaystyle n,} jest on dzielnikiem {\displaystyle n.}
Jeśli patrzymy na sekwencję modulo szukany dzielnik {\displaystyle p,} jej wartości muszą w końcu utworzyć cykl, o długości rzędu {\displaystyle \mathrm {O} (p^{1/2}).} Diagram takiej sekwencji jest przedstawiony na rysunku – przypomina grecką małą literę {\displaystyle \rho } (pol. ro), stąd nazwa algorytmu.

## Algorytm
Wejście: {\displaystyle n} – liczba, którą próbujemy rozłożyć; {\displaystyle f(x)} – pseudolosowa funkcja modulo {\displaystyle n.}
Wyjście: nietrywialny czynnik {\displaystyle n} albo błąd.
```
x
 ← 2, 
y
 ← 2; 
d
 ← 1
Dopóki 
d
 = 1:
    
x
 ← 
f
(
x
)
    
y
 ← 
f
(
f
(
y
))
    
d
 ← NWD(|
x
 − 
y
|, 
n
)
    Jeśli 1 < 
d
 < 
n
, to zwróć 
d
.
    Jeśli 
d
 = 
n
, to zasygnalizuj porażkę.
```

Warto zauważyć, że algorytm zawsze kończy się błędem dla {\displaystyle n} będącego liczbą pierwszą, ale może też zwrócić błąd dla {\displaystyle n} złożonego. Dlatego po błędzie można spróbować ponownie, z inną funkcją {\displaystyle f(x).}
Aby algorytm był efektywny, zwykle używa się szybko wyliczalnych funkcji {\displaystyle f,} np. wielomianów ze współczynnikami całkowitymi. Najczęściej mają one postać:
{\displaystyle f(x)=x^{2}+c\ (\operatorname {mod} n),\ c\neq 0,-2.}